# Corsarios de Levante
Corsarios de Levante es una novela del escritor español Arturo Pérez-Reverte. Es la sexta entrega de la colección Las aventuras del capitán Alatriste, publicada el 4 de diciembre de 2006. La novela está ambientada en las constantes batallas navales entre los soldados españoles y los corsarios bereberes y turcos, a lo largo de todo el Mar Mediterráneo.

## Personajes
- Diego Alatriste y Tenorio, "Capitán Alatriste"
- Íñigo Balboa y Aguirre
- Sebastián Copons
- Fermín Malacalza
- El mogataz Gurriato
- Capitán Alonso de Contreras
- Capitán Manuel Urdemalas
- General Don Agustín Pimentel
- Capitán Machín de Gorostiola
- Alférez Labajos
- Sargento Quemado

## Argumento

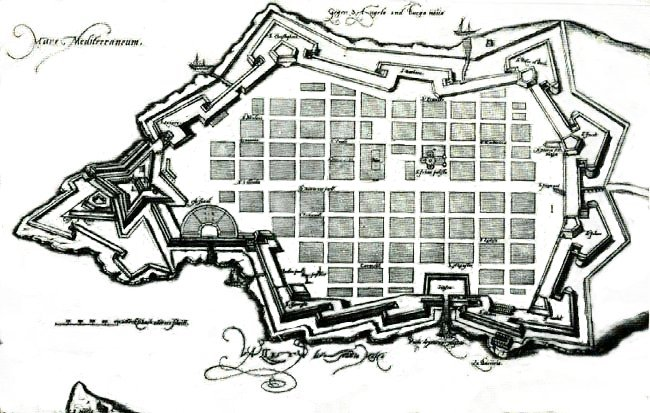
Plano de La Valetta, Malta, en 1589.

El libro comienza relatando las aventuras del Capitán Alatriste e Íñigo Balboa en su asalto a los corsarios turcos, ingleses y holandeses en la galera la Mulata, camino de Orán.
En tal ciudad, en la costa norte de África, y ocupada por el Imperio Hispánico de los Austrias, los protagonistas se reencontraron con su amigo Sebastián Copons, que allí estaba en espera de licencia para poder regresar a España. Aquí, Alatriste e Íñigo comprobaron las penurias de un lugar sin vida, donde la gente luchaba por sobrevivir. En este episodio, hay una descripción de las cabalgadas: saqueos que realizaban los españoles en busca de botines.
En Orán, se unen a Alatriste y Balboa, Sebastián Copons y el mogataz Gurriato, personaje que, según se adivina en la novela, acompañará en adelante a los protagonistas. En este capítulo, se nos ofrece una visión exhaustiva de la vida en ese lugar, cuando Alatriste, Copons y Balboa visitan a un soldado viejo y camarada de los dos primeros y el padre del tercero, el veterano Malacalza. Hombre maltrecho con hijos pequeños que alborotan y juegan descalzos.
La obra continúa mostrando las aventuras de la galera la Mulata por el Mediterráneo, asaltando embarcaciones turcas y pasando por lugares como Malta, Nápoles (donde Íñigo se reencuentra con su amigo de Flandes, Jaime Correas; teniendo algún altercado con un tahúr florentín) y la costa griega de Xío.
La obra concluye con el combate entre tres galeras cristianas: la Cruz de Rodas, la Caridad Negra y la Mulata y ocho galeras turcas, frente al Cabo Negro de la costa egea de Anatolia, cerca de la actual Esmirna.
Entre las tramas que Pérez-Reverte deja en suspenso para siguientes novelas, destaca una carta que, desde Taxco en la Nueva España, envía Angélica de Alquézar a Íñigo, proponiéndole grandes cosas si aún la ama.
Otro aspecto relevante en el conjunto de novela es que, en contra de lo que se pudiera deducir de la novela El caballero del jubón amarillo, el italiano Gualterio Malatesta no es ejecutado, como cree Diego Alatriste; por una carta que recibe de don Francisco de Quevedo llega a saber que Gualterio compró su propia vida.
Es una novela muy interesante, donde el autor se sumerge en el complejo mundo naval del año 1627 en el Mediterráneo, con la constante lucha de los soldados españoles por mantener su fama, su honor y un imperio en decadencia.